# 266051 Hannawieser
A 266051 Hannawieser (ideiglenes jelöléssel 2006 NB) a Naprendszer kisbolygóövében található aszteroida. M. Griesser fedezte fel 2006. július 1-én.